# Раковский, Адам Владиславович
Адам Владиславович Раковский (1879—1941) — советский учёный-физикохимик, специалист в области химической термодинамики; доктор химических наук (1935, без защиты диссертации), профессор (1918), член-корреспондент Академии наук СССР (1933).

## Биография
Родился 12 декабря (24 декабря по новому стилю) 1879 года в городе Межиречье Седлецкой губернии, позже Варшавское воеводство Польши, в семье учителя.
В 1898 году закончил классическую гимназию в городе Бела Седлецкой губернии и с этого же года жил в Москве. В 1903 году окончил естественное отделение физико-математического факультета Московского университета, ученик Н. Д. Зелинского и В. Ф. Лугинина. После окончания вуза работал в Московской центральной химической лаборатории Министерства финансов (с 1919 год — Институт чистых химических реактивов): в 1917—1919 годах — директор, в 1919—1941 годах — заведующий лабораторией неорганической химии. В 1914 году защитил магистерскую диссертацию в университете Св. Владимира в Киеве на тему «К учению об адсорбции».
С 1915 года Раковский преподавал в Московском университете: приват-доцент (1915—1918), профессор (с 1918), председатель химического отделения университета и Предметной химической комис. (1922—1928). Одновременно в 1920—1922 годах он был членом заводоуправления московских химических заводов Химотдела Высшего совета народного хозяйства и членом Коллегии химии фармацевтической лаборатории Химотдела; консультантом Центроспирта, Минцветзолота, Гиредмета. При организации химического факультета Московского университета в 1929 году, Адам Владиславович был назначен заведующим кафедры неорганической химии, затем (с 1930 года) возглавил кафедру физической химии и руководил ею до конца жизни. В 1933 году был избран членом корреспондентом по Отделению математических и естественных наук (физическая химия) Академии наук СССР. В 1933—1937 годах был деканом химического факультета и директором НИИ химии Московского университета.
Жил в Москве на Николоямской улице, 29 и Самокатной улице, 4. Умер 7 июня 1941 года в Москве. Похоронен на Введенском кладбище (19 уч.).

## Научные исследования
Свою научную деятельность Раковский А. В. начал ещё во время работы в Центральной химической лаборатории Министерства финансов (с 1919 года — Институт чистых химических реактивов). В это время он опубликовал серию статьей, посвященных ректификации спирта, кинетике водно-спиртовых растворов и кинетике консекутивных (последовательных) реакций первого порядка. Помимо этого, он проводил работы по разным проблемам совместно с другими учеными: с А. В. Фростом – исследование по количественному определению следов хлора в препаратах, с Д. Н. Тарасенковым – исследование по определению серной кислоты в присутствии хромовой, с Райхинштейном – исследование по определению селена в серной кислоте. Публикация этих работ состоялась в 1927 году .
Во время работы над магистерской диссертацией Раковский А. В. провел обширное исследование в области адсорбции воды и водных растворов крахмалом,  в частности провел множество экспериментов с крахмалом и другими адсорбентами, и показал, что в этих случаях процесс описывается уравнением сложной синусоиды. Также он продемонстрировал, что адсорбция гидроксидов щелочных и щелочноземельных металлов описывается уравнением гидролиза. Его труд «К учению об адсорбции» сильно повлиял на дальнейшее развитие этой области химии. В нём он отразил несколько аспектов своей работы: экспериментальную часть, в ходе которой было открыто явление гистерезиса, применение к этому явлению теории Дюгема и исследование адсорбции веществ, растворенных в воде, крахмалами.
Основав лабораторию химической термодинамики в Московском государственном университете в 1930 году, Раковский начал исследования в области гетерогенных равновесий при высоких температурах. Также А. В. Раковский, совместно с другими сотрудниками, проводил исследования в области солевых равновесий. Суммарно была экспериментально исследована растворимость для 27 тройных систем и одной четверной. Эти работы в дальнейшем нашли применение в разработке методов получения химически чистого хромового ангидрида и бихромата аммония. Несколько трудов Раковского посвящены исследованию изоморфизма солей и очистке веществ методом дробной кристаллизации, на основе которых он в 1932 году составил метод циклического разделения солей.
Также А. В. Раковским проводились работы по гетерополисоединениям и электронной теории валентности.

### Математика в научных трудах А. В. Раковского
В своих научных исследованиях А. В. Раковский часто использовал свои математические познания для решения новых проблем и задач. Одной из первых была задача о кинетике последовательных реакций, Раковский нашёл её решение в 1907 году, использовав систему сложных дифференциальных уравнений высшего порядка. Математическая модель, полученная в результате, позже была приведена во многих пособиях по химической кинетике и физической химии.
В 1910 году, при исследовании сорбции и десорбции воды на крахмале, Раковский использовал метод эмпирических уравнений. В своих работах в области алкоголометрии он применял статистические методы, методы наименьших квадратов, конечных разностей и гомогенных функций. Результатом данной работы стало составление особо точных таблиц различных измерений.

## Педагогическая деятельность
После своего назначения на пост декана химического факультета А. В. Раковский принимал непосредственное участие в организации образовательного процесса на факультете. Его преподавательская деятельность была сосредоточена на одном из самых важных разделах физической химии, на основах термодинамики. Ещё, будучи приват-доцентом, он стал первым, кто начал читать лекции по термодинамике для студентов-химиков.
Раковский восстановил лекционный метод преподавания, сохранив при этом семинарские и практические занятия. Помимо лекций по термодинамике А. В. Раковский читал лекции, посвященные приложениям высшей математики к химии , проводил дополнительные занятия для студентов старших курсов.
Также А. В. Раковский читал курсы по коллоидной химии. В 1926-1931 годах он издал несколько собственных курсов, переведенных книг и учебников по неорганической и физической химии. Около 1934 года А. В. Раковский начал читать лекции по курсу физической химии. Он был один из первых преподавателей, читавших лекции по данной дисциплине, и первым, кому удалось выстроить четкую систему её преподавания. Его нововведением, включенным в лекции по физической химии, стало изучение строения материи. В 1938 году вышла его книга «Введение в физическую химию», а в 1939 – «Курс физической химии».

### Идеи А. В. Раковского о преподавании химии
А. В. Раковский был сторонником лекционного метода преподавания, но рассматривал лекции больше как средство мотивации студентов к самостоятельному изучению научных дисциплин по книгам. Он отвергал метод совмещения лекций с семинарскими занятиями, так как считал, что они отнимают слишком много времени и приносят крайне мало пользы студентам. Высказываясь о лабораторных занятиях, А. В. Раковский указывал на отрицательное влияние регламентирования длительности практических занятий на качество химического образования.

## Коллеги и ученики о Раковском А. В.
По воспоминаниям учеников А. В. Раковский был прекрасным лектором, умел четко и точно объяснить материал, был требовательным в плане теоретической подготовки учащихся и выполнения практических задач.
М. М. Попов, выступая на заседании Ученого Совета химического факультета МГУ 29 мая 1946 года, вспоминает о преподавательском таланте А. В. Раковского:

В наше время студенты не изучали термодинамики. Раковский первый в МГУ заговорил об этом. В этом одна из его заслуг перед МГУ и русскими химиками...Преподавание математики на химфаке связанно, невидимо для теперешнего поколения, с именем  Раковского: он много работал над программой, много и упорно боролся за содержание курса и за отводимые для него часы.
— М. М. Попов
А. В. Фрост, математик, с которым сотрудничал А. В. Раковский, писал о нём:

А. В. был прекрасным лектором, иллюстрировал математические законы понятными для химиков примерами, взятыми из практики химика, говорил со студентами на языке лаконичном и вполне доступном.
— А. В. Фрост

## Основные труды
- Кинетика последовательных реакций первого порядка (1906).
- Действие азотной кислоты на крахмал (совм. с А. Г. Дорошевским) (1907).
- О диморфизме хромовокислых солей калия и кальция (совм. с А. Г. Дорошевским) (1908).
- К вопросу о теплоемкостях растворов в воде и спирте (совм. с А. Г. Дорошевским) (1909).
- Термодинамические необратимые процессы и химический гистерезис (1911).
- К учению об адсорбции (1913).
- Лекции по термодинамике химических процессов (1925, 1928, 1931).
- О вычислении новых алкоголометрических таблиц (1927).
- Химико-технические исследования кровяного альбумина (1928).
- Курс химической термодинамики (совм. с Партингтоном) (1932).
- Химическая термодинамика (1933).
- Введение в физическую химию» (1938).
- Курс физической химии (1939).

## Личные качества
По воспоминаниям коллег и студентов А. В. Раковский был любознательным и разносторонне развитым человеком, обладал богатым жизненным опытом, отличался энтузиазмом и требовательностью к себе и окружающим.